# 甘党
甘党（あまとう）は、酒（主に日本酒を指す）を好む者を表す辛党の対義語であり、「酒を飲まず、甘い菓子類を好む人」のことをいう。ただし、酒と甘い菓子をどちらも好む（甘い菓子をつまみに酒を飲むという者もいる）者や、甘いものも酒も苦手とする者もいることから、単に「甘いものが好きな人」を指す意味で使われることも多い。
1912年（大正1年）出版の『新柔道武者修業 : 世界横行 第二』に「禁酒して甘党となる」という表現が確認され、
種田山頭火の日記を集めた『其中日記 （八）』（1935年（昭和10年）1月1日から12月6日の日記を集めたもの）の2月20日の日記に甘党に関する文が出てくるため、最近の言葉ではないと思われる。

## 子供と甘いもの
子供は酒を飲めないので、大抵甘党である。これは、人間は本能的に糖分を必要とするが、特に幼児はエネルギー消費が激しく、糖分の濃いもの、カロリーの高いものを強く要求する傾向があることに由来すると言われる。また、幼い頃はまだ味覚が発達しておらず、その他の味への嗜好が育っていないことも、甘いものを好む一因ではないかとされている。一方、子供には野菜嫌いが多い。

## 偏見
日本では、（成人）男性が甘党であることを忌避したり、軟弱であるとする偏見が見受けられたが、「スイーツ男子」という言葉が登場するように、徐々に受け入れられるようになってきた。一方、ヨーロッパやインド、中近東諸国にはこのような風潮はあまり見られない。特に中近東では、飲酒が戒律によりご法度であることから甘党の男性が多く、中年の男性が砂糖をたっぷり入れたミルクティーを飲みつつ、甘い菓子を食べる姿も街角でよく見受けられる。

## 政党名
昭和20年代に、「甘党」という政党を名乗った候補者が政見放送で自社製品の宣伝を行ったことがあり、これがきっかけで政見放送の中で特定の物品の名前や宣伝を禁止するよう公職選挙法が改正された、と国会で笹川堯が発言している。